# Qyrymbek Köscherbajew

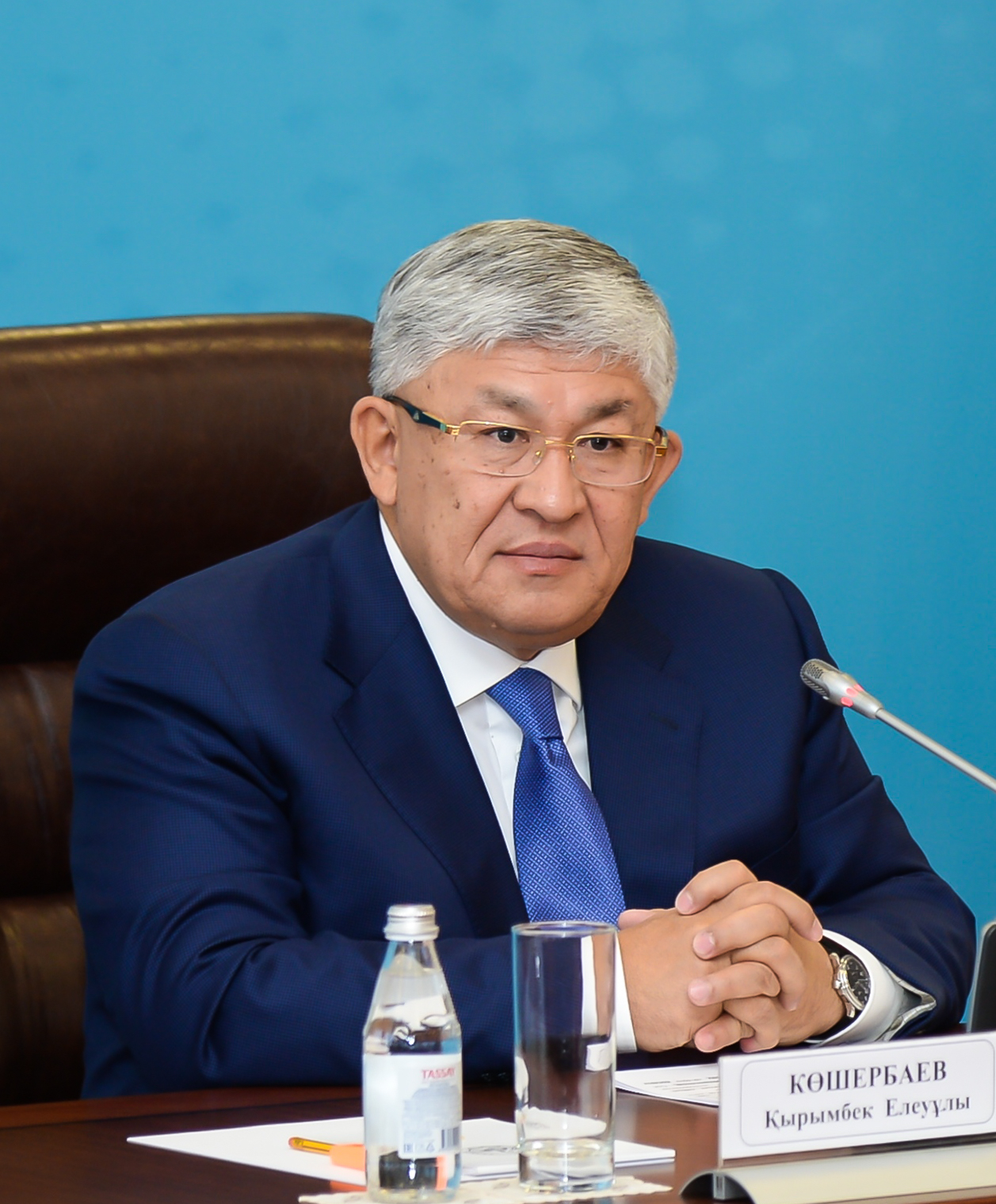
Qyrymbek Köscherbajew, 2017

Qyrymbek Köscherbajew (kasachisch Қырымбек Елеуұлы Көшербаев Qyrymbek Eleuuly Köscherbajew, russisch Крымбек Елеуович Кушербаев Krymbek Jeleuowitsch Kuscherbajew; * 20. Mai 1955 in Kasalinsk, Kasachische SSR) ist ein kasachischer Diplomat und Politiker.

## Leben
Köscherbajew wurde 1955 geboren und schloss 1978 ein Studium in Bauingenieurwesen am Kasachischen Polytechnischen Institut in Alma-Ata ab. Anschließend war er als Ingenieur tätig und ab 1979 engagierte er sich in der regionalen Abteilung des Komsomol in Ksyl-Orda. Bis 1988 war er auf verschiedenen Positionen des Komsomol innerhalb der Kasachischen SSR tätig. 1991 erlangte er einen Doktortitel in Politikwissenschaft.
1991 war Köscherbajew Berater in der Abteilung für Kultur und internationale Beziehungen der Präsidialadministration der Kasachischen SSR und nach der Unabhängigkeitserklärung des Landes auch Berater des stellvertretenden Premierministers. 1994 wurde er zum Bezirksleiter des Bezirks Kalininski (heute Bostandyq), eines Stadtbezirkes der damaligen Hauptstadt Almaty, ernannt. Nach rund einem Jahr auf diesem Posten kehrte er in die nationale Politik zurück und wurde zunächst Abteilungsleiter der Abteilung für Innenpolitik des kasachischen Ministerkabinetts und anschließend Leiter der Abteilung für regionale Entwicklung. Von 1996 bis 1997 war er Pressesprecher und Leiter des Pressedienstes des Präsidenten. Unter Premierminister Nurlan Balghymbajew rückte Köscherbajew in die kasachische Regierung auf und bekleidete den Posten des Ministers für Bildung, Kultur und Gesundheit; nach einer Reorganisation des Ministeriums war er ab Januar 1999 Minister für Gesundheit, Bildung und Sport. Auch im Kabinett von Qassym-Schomart Toqajew war er von Oktober 1999 an Minister für Bildung und Wissenschaft.
Am 18. Dezember 2000 wurde Köscherbajew zum Äkim (Gouverneur) der kasachischen Provinz Westkasachstan ernannt. Von November 2003 an vertrat er die Interessen Kasachstans als Botschafter in Russland. Am 24. Januar 2006 wurde er auf den Posten des Äkims des Gebietes Mangghystau versetzt. Nach den gewalttätigen Protesten in Schangaösen mit mehreren Toten trat Köscherbajew am 22. Dezember 2011 von seinem Amt zurück, obwohl Präsident Nursultan Nasarbajew ihn nicht öffentlich dafür verantwortlich machte.
Nachdem er als Äkim entlassen worden war, war er seit Juli 2012 wieder als Berater des Präsidenten tätig und ab dem 26. September stellvertretender Premierminister. Am 17. Januar 2013 wurde Köscherbajew zum Äkim des Gebietes Qysylorda ernannt. Ab Juni 2019 war Köscherbajew Leiter der kasachischen Präsidialverwaltung. Seit dem 18. September 2019 ist er Staatssekretär Kasachstans.